# Теодор (Добруджа)
Вижте пояснителната страница за други личности с името Теодор.
Теодор от Добруджа (на латински: Theodore de Dobruja) е български болярин от Добруджанското деспотство. 

## Произход
Брат е на Балик († 1366), основателя на Добруджанското деспотство, и на деспот Добротица († 1385). Смята се, че тримата братя са потомци на Тертеровци като областта около Карвуна им е дадена като апанаж.

## Биография
През 1346 г. Теодор заедно с брат си Добротица и 1000 наемни войници оказва помощ на византийската императрица Анна Савойска в дворцовите междуособици против Йоан Кантакузин. През 1347 г. Умур бег от Айдън предприема по нареждане на император Йоан V Палеолог битка по Черно море против Добруджа, в която Теодор и брат му Балик умират.